# Паралимни (озеро, Греция)
Паралимни (греч. Παραλίμνη) — озеро в Греции, в Беотии. Расположено между горами Птоон на северо-западе и Месапион (Ипатон) на юго-востоке. Также упоминается как Ουγγρία и Κάτω Λικέρι и вероятно как Τρεφία ή Τροφία. Через это озеро воды бассейна Копаис направляются в залив Вориос-Эввоикос, поэтому его поверхность увеличивается зимой.